# Maubeuge
Maubeuge är en kommun i departementet Nord i regionen Hauts-de-France i norra Frankrike. Kommunen är chef-lieu över 2 kantoner som tillhör arrondissementet Avesnes-sur-Helpe. År 2022 hade Maubeuge 28 879 invånare.

## Befolkningsutveckling
Antalet invånare i kommunen Maubeuge
| Referens: INSEE |